# Axel Merckx
Axel Eddy Lucien Jonkheer Merckx (* 8. srpna 1972 Uccle) je bývalý belgický závodník v silniční cyklistice. Je synem Eddyho Merckxe. V roce 2004 byl zvolen belgickým sportovcem roku.
Profesionálně začal závodit v roce 1993. Největších úspěchů dosáhl v jednorázových závodech s hromadným startem: v roce 2000 získal titul profesionálního mistra Belgie a na Letních olympijských hrách 2004 vybojoval bronzovou medaili. Vyhrál také celkovou klasifikaci etapových závodů Tour de Wallonie 2000 a Tour de l'Ain 2003. V roce 1996 byl třetí na Giro di Lombardia. Na Tour de France bylo jeho nejlepším výsledkem desáté místo v roce 1998, na Giro d'Italia získal v roce 2000 etapové vítězství.
Závodní kariéru ukončil v roce 2007. Založil cyklistický závod Prospera Granfondo Axel Merckx Okanagan a působí jako generální manažer týmu Hagens Berman Axeon. Žije v Kanadě se svojí manželkou, bývalou triatlonistkou Jodi Crossovou, a dvěma dcerami.

## Osobní život
Merckx se v roce 1997 oženil s kanadskou triatlonistkou Jodi Crossovou a v současné době žije v Kelowně v Britské Kolumbii. Mají dvě děti, Axanu (* 5. května 2001) a Athinu Grace (* 29. června 2005).
Když se jeho otec stal baronem v Belgii, získal také dědičný titul écuyer (francouzsky) nebo jonkheer (nizozemsky). Tím byl také Axel Merckx povýšen do šlechtického stavu.